# Autoblindo 40
Autoblindo 40 (AB 40) – włoski samochód pancerny z napędem na cztery koła, z okresu II wojny światowej (w publikacjach, poza włoskimi, spotkana jest powszechnie forma nazwy Autoblinda).
Został opracowany w 1939 w zakładach SpA Ansaldo, zastosowano w nim szereg oryginalnych rozwiązań, m.in. wszystkie cztery koła były na niezależnych zawieszeniach, wszystkie były sterowalne, zamontowano w nim dwa identyczne układy kierownicze z przodu i z tyłu. Dwa zapasowe koła zamontowane pośrodku samochodu mogły się swobodnie obracać, co pomagało przy ewentualnym pokonywaniu przeszkód terenowych. Uzbrojenie stanowiły dwa sprzężone karabiny maszynowe w wieży i trzeci umieszczony w tylnej płycie kadłuba, strzelający do tyłu.
AB 40 używany był przez jednostki kawaleryjskie oraz oddziały zwiadu dywizji pancernych i zmechanizowanych.